# 第38步兵師 (德國國防軍)
第38步兵師（德語：38. Infanterie-Division）是納粹德國國防軍陸軍的一個步兵師。該師於1942年7月組建，首任師長為弗里德里希-格奧爾格·艾貝哈特中將。
該師在1942年結束前駐紮在荷蘭海牙和法國進行治安維持工作。1943年初，該師調往東線，此後一直在當地作戰。
該師在下第聶伯河攻勢重創後解散。

## 註腳
1. ↑  Mitcham（2007年）